# Domène
Domène is een gemeente in het Franse departement Isère (regio Auvergne-Rhône-Alpes). De plaats maakt deel uit van het arrondissement Grenoble. Domène telde op 1 januari 2022 6.777 inwoners.

## Geografie
De oppervlakte van Domène bedroeg op 1 januari 2022 5,29 vierkante kilometer; de bevolkingsdichtheid was toen 1.281,1 inwoners per km².

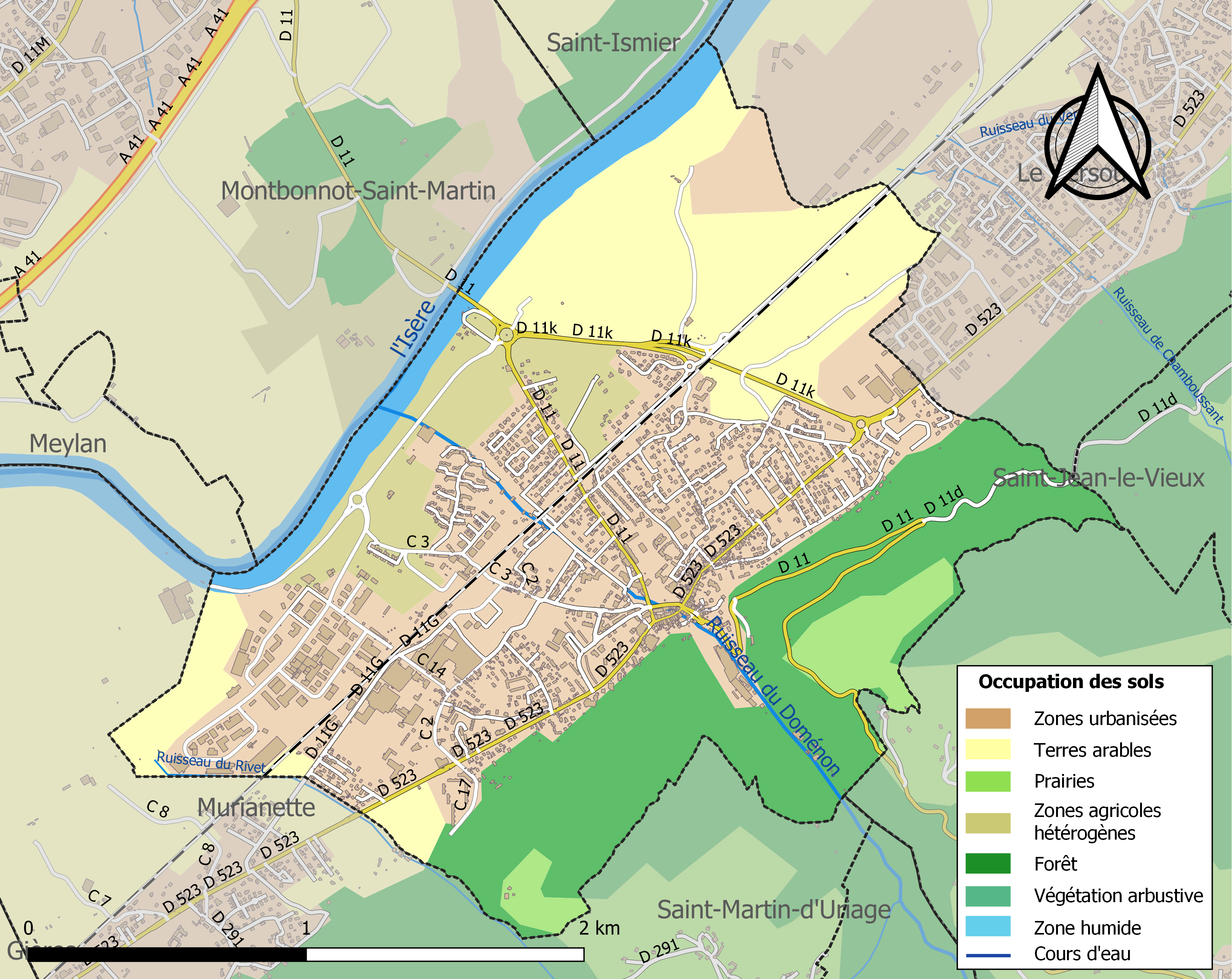
Kaart van de gemeente met de belangrijkste infrastructuur, bodemgebruik en omliggende gemeenten

## Demografie
Onderstaande figuur toont het verloop van het inwonertal (bron: INSEE-tellingen).

## Afbeeldingen

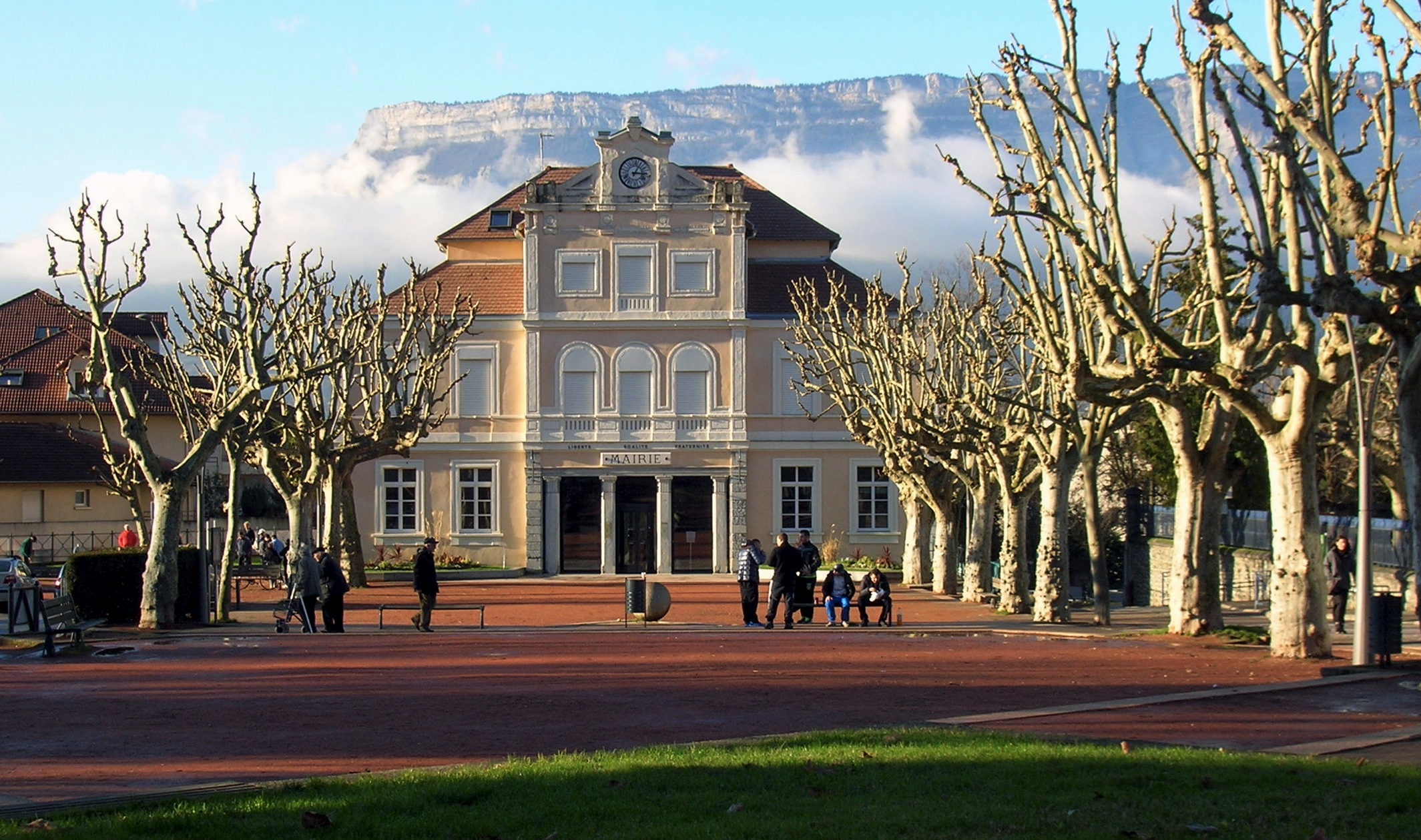
Gemeentehuis
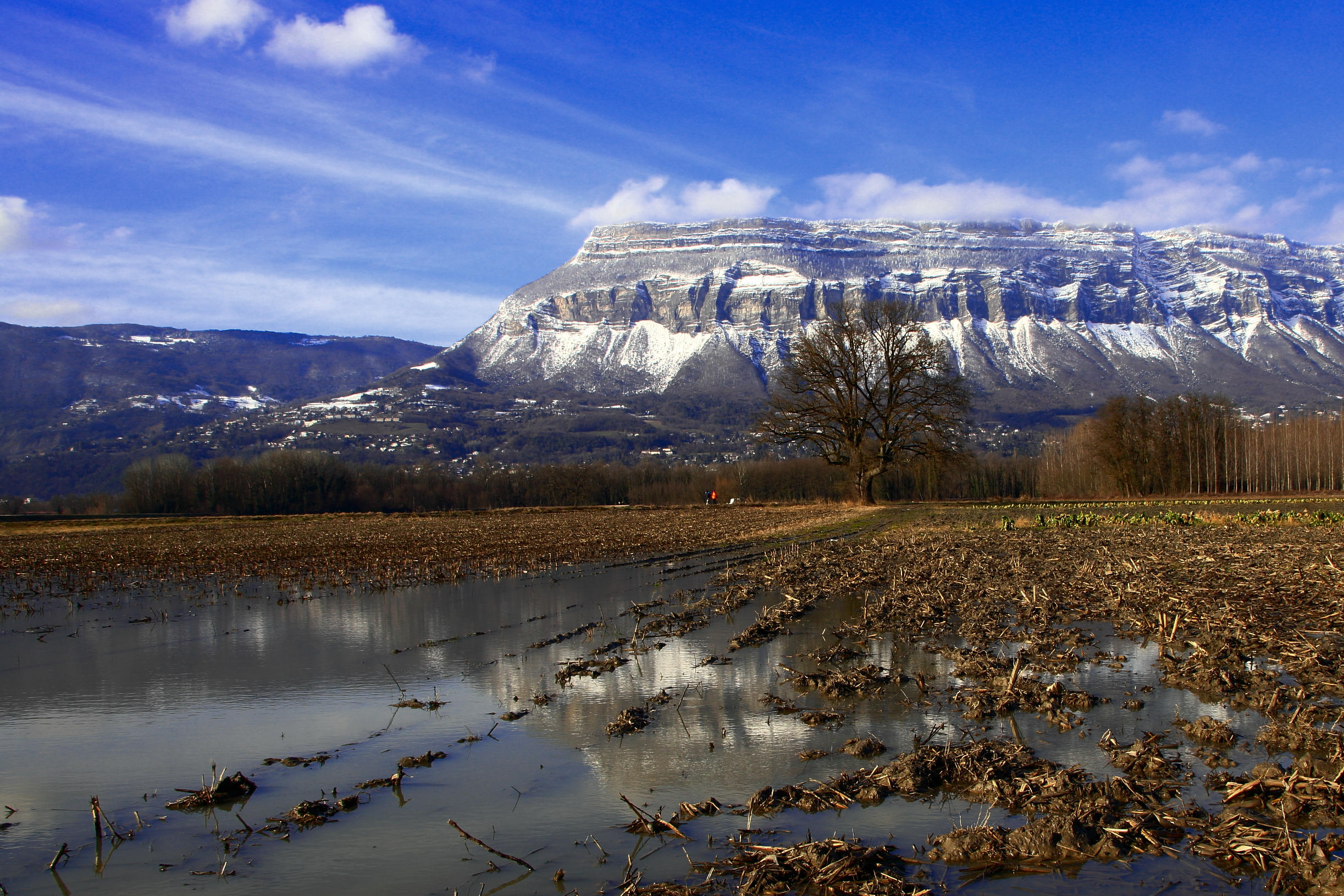
Landschap bij Domène